# (6409) 1992 VC
(6409) 1992 VC là một tiểu hành tinh vành đai chính. Nó được phát hiện bởi Nobuhiro Kawasato ở Uenohara Observatory ngày 2 tháng 11 năm 1992.